# Chamois (Italie)
Pour les articles homonymes, voir Chamois (homonymie).
Chamois est une commune italienne alpine de la région Vallée d'Aoste, située dans le moyen Valtournenche. Elle est la seule commune terrestre d'Italie qui n'est pas accessible en voiture.

## Géographie

### Situation
Chamois est situé à 1 818 mètres d'altitude ce qui en fait la troisième commune la plus haute d'Italie, après Sestrières (2 035 m) et Livigno (1 826 m).
Elle figure parmi les communes européennes situées sur la terre ferme qui ne sont pas accessibles en voiture, ce qui constitue une caractéristique notable. L'accès à Chamois peut donc se faire :
- par téléphérique à partir de Buisson, sur la commune de Antey-Saint-André ;
- à pied à partir de Buisson, par le chemin muletier dénommé « des Seingles », emprunté traditionnellement par les habitants avant la construction du premier téléphérique en 1955 ;
- à pied où à VTT par la route non asphaltée au départ de La Magdeleine ;
- en petit avion ou en hélicoptère.

### Hameaux
Les sept hameaux de Chamois sont Corgnolaz, Crépin, Cailla, Lac-de-Lod, La Ville, Lieussel et Suisse.

### Communes limitrophes
Les communes limitrophes sont Antey-Saint-André, Ayas, La Magdeleine et Valtournenche.

## Histoire
La communauté de Chamois, détachée d'Antey-Saint-André, a été constituée en paroisse le 21 juillet 1681. Le cadastre sarde, terminé le 7 août 1770, relève 3 103 parcelles pour un total de cent propriétaires-contribuables, porteurs de seulement quatorze patronymes différents.
Chamois a reçu le nom italianisé de « Camosio » durant le fascisme, de 1939 à 1945.
En 1965, alors que l'Italie voit un fort développement économique et de ses infrastructures se mettre en place en particulier dans le Nord du pays, les habitants de la commune – alors peuplée d'environ 300 habitants – décident, à 95% par un vote référendaire, de refuser la construction d'une route carrossable afin de préserver Chamois de l'arrivée des voitures mais demandent la construction d'un téléphérique, de 700 m, pour être facilement connecté à la vallée par le village de Buisson. En 2001, un téléphérique plus moderne remplace l'installation historique.
Le village fait partie de la liste des dix-neuf Perles des Alpes.

## Administration
| Période                                  | Période           | Identité            | Étiquette     | Qualité |
| ---------------------------------------- | ----------------- | ------------------- | ------------- | ------- |
| 20 août 2006                             | 24 mai 2010       | Remo Ducly          |               | Syndic  |
| 24 mai 2010                              | 22 septembre 2020 | Remo Ducly          | Liste civique | Syndic  |
| 23 septembre 2020                        | En cours          | Lorenzo Mario Pucci | Liste civique | Syndic  |
| Les données manquantes sont à compléter. |                   |                     |               |         |

## Économie
L'économie de Chamois repose principalement sur les activités agricoles des villages de montagne. Un petit domaine skiable a été aménagé sur le territoire communal ; il compte 16 km de pistes.

## Culture

### Monuments et lieux d'intérêt
- L'église paroissiale Saint-Pantaléon, reconstruite plusieurs fois, dont la dernière en 1838 ;
- Le lac de Lod, un petit lac alpin, accessible à pied ou en télésiège.
- Le sanctuaire Saint-Dominique Savio, sur le col Clavalité, à 2 535 mètres d'altitude, près de la limite avec la commune de Valtournenche. Chaque année, le premier dimanche d'août, ce sanctuaire est la destination d'un pèlerinage des habitants des deux communes.
- L'Altiport, le premier en Italie, utilisé pour l'atterrissage de petits avions et d'hélicoptères du Secours alpin valdôtain.

Vue d'ensemble du territoire communal avec le chef-lieu, Corgnolaz, au centre
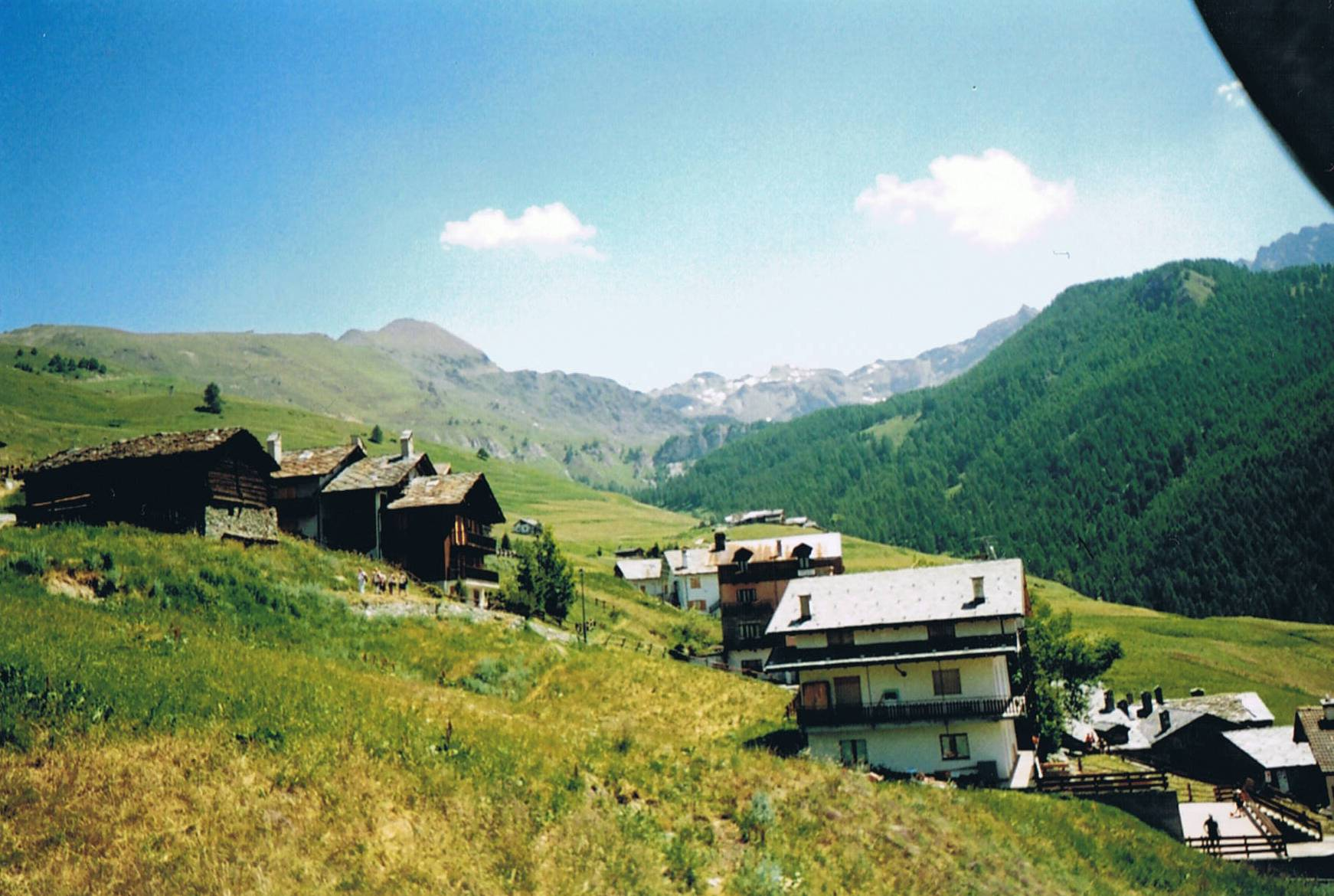
Vue du chef-lieu (Corgnolaz)
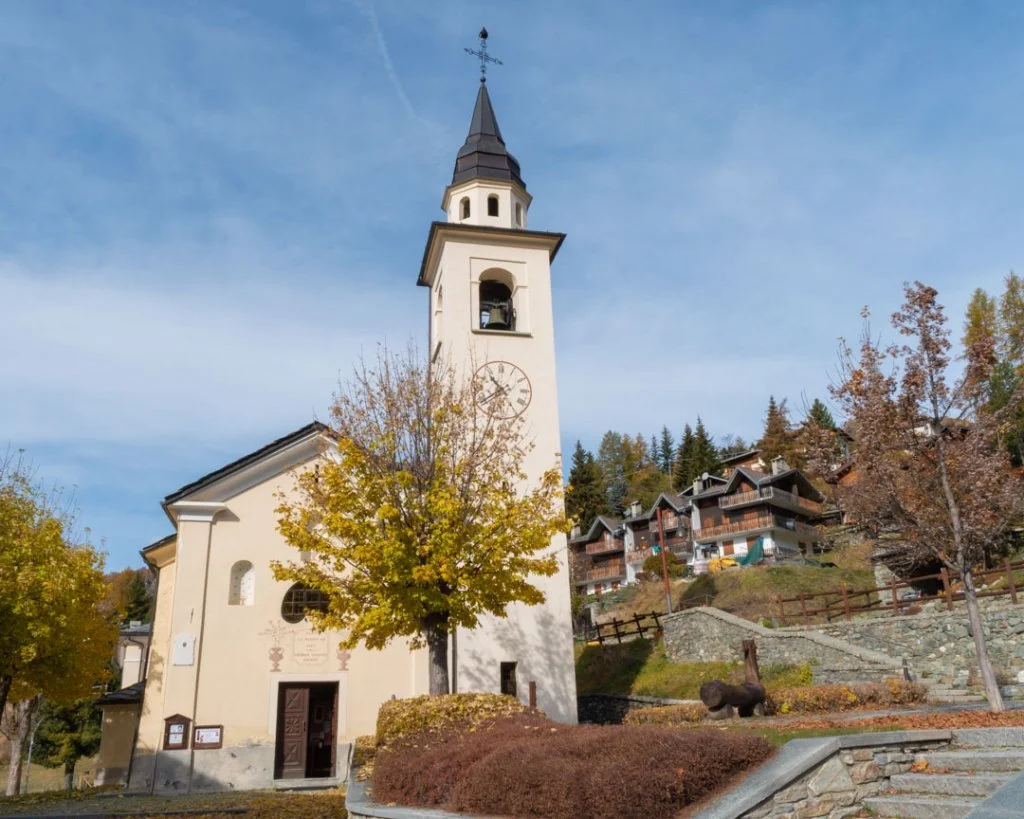
L'église paroissiale Saint-Pantaléon, à Lieussel
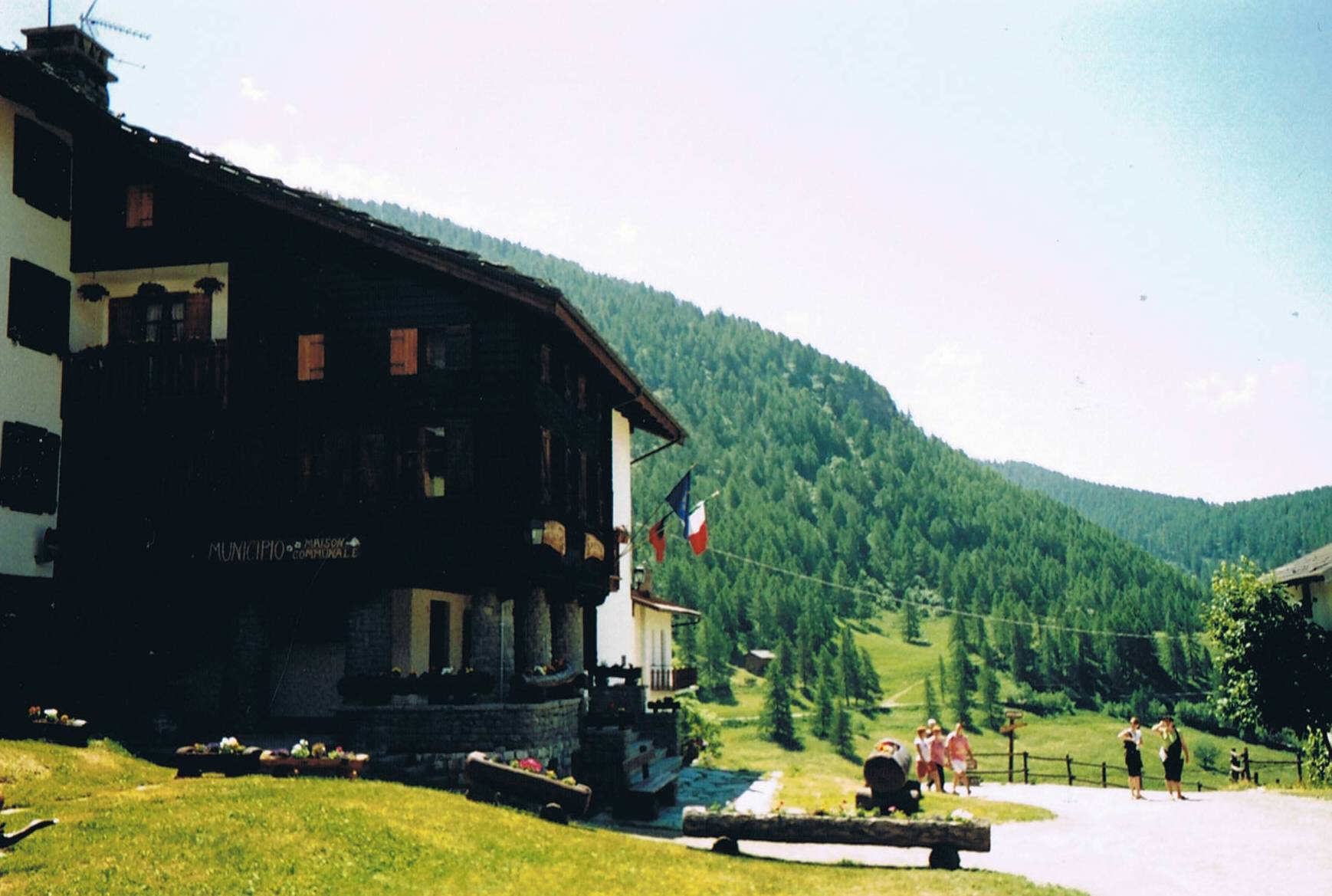
La maison communale
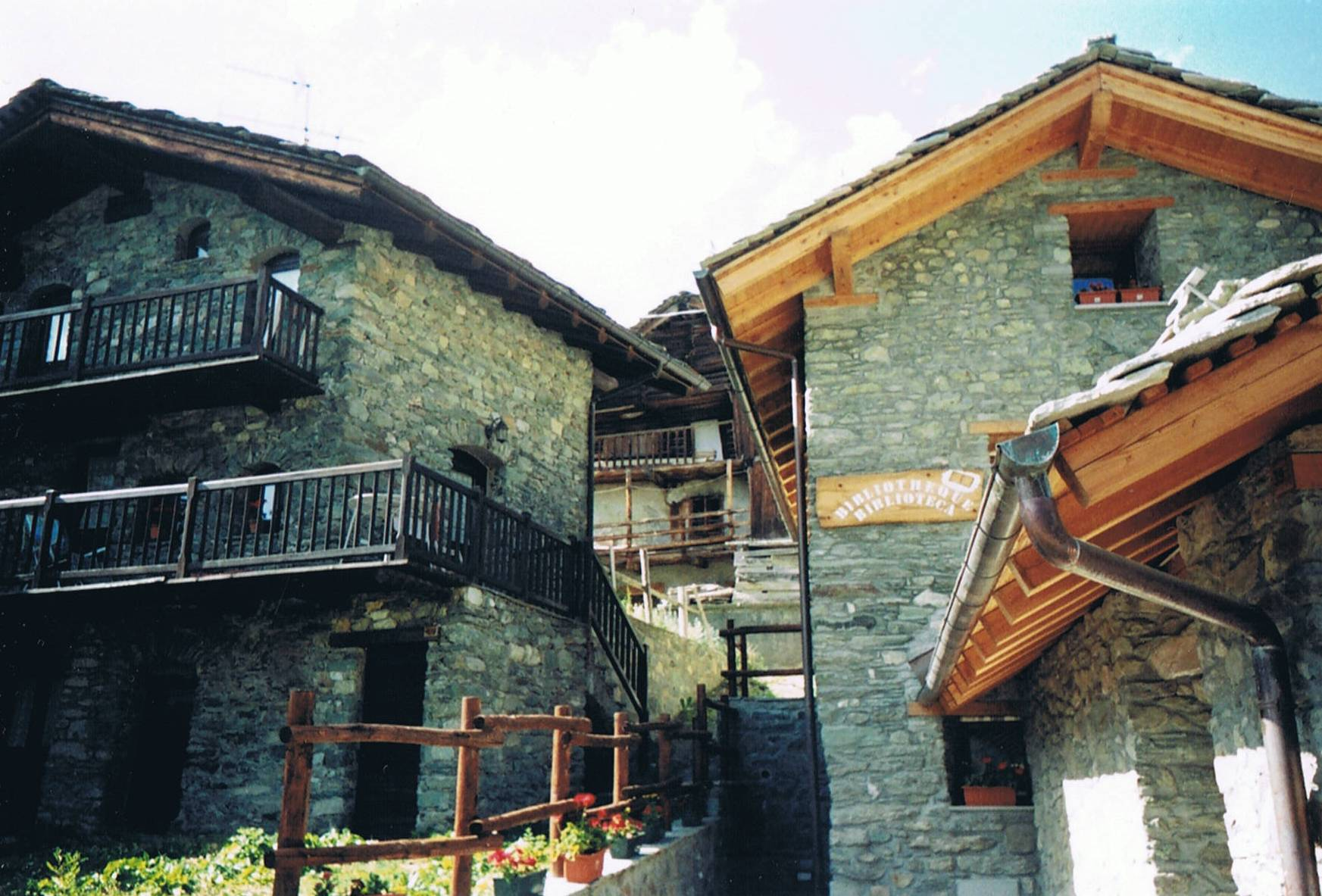
La bibliothèque communale
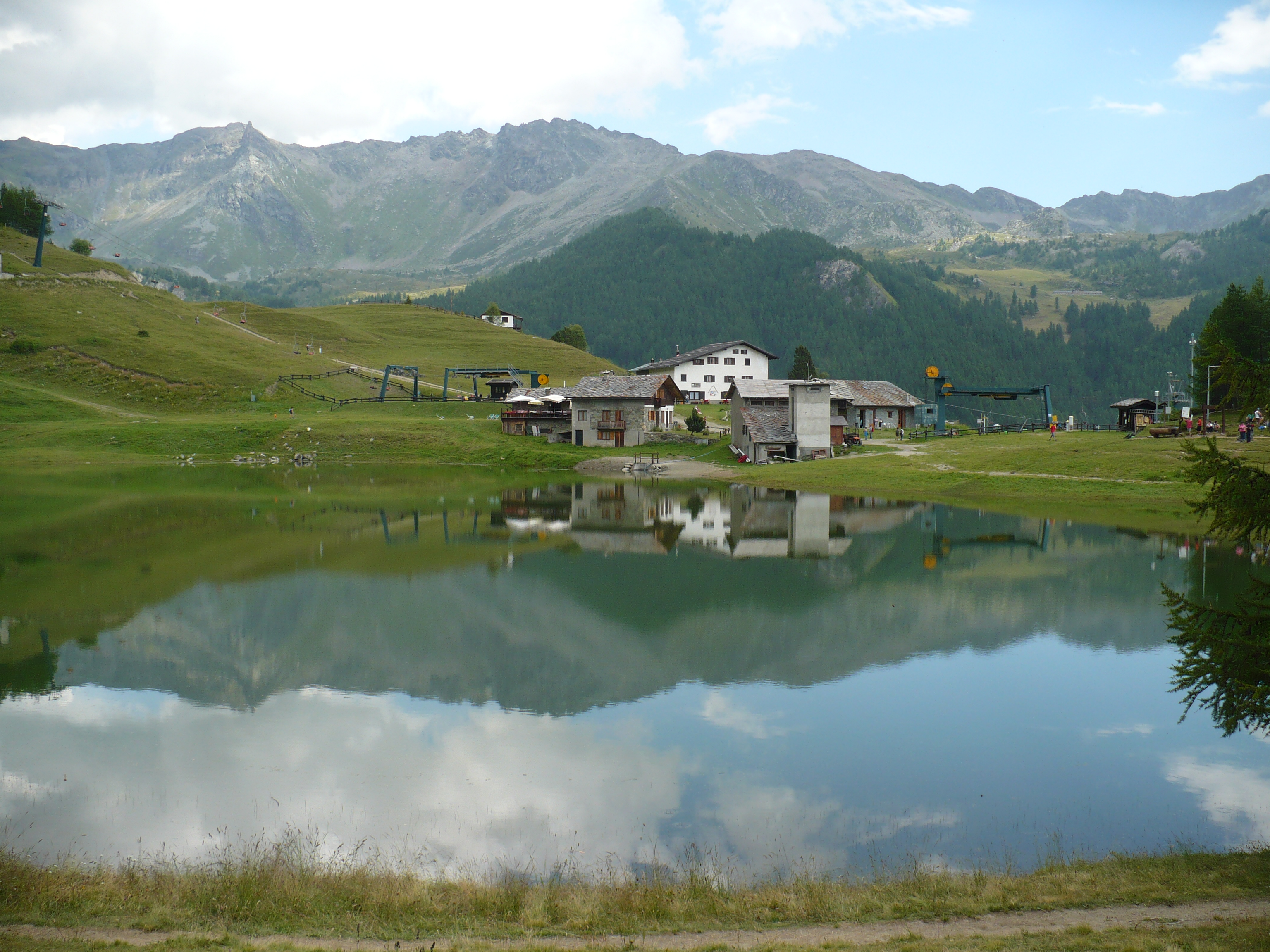
Le lac de Lod
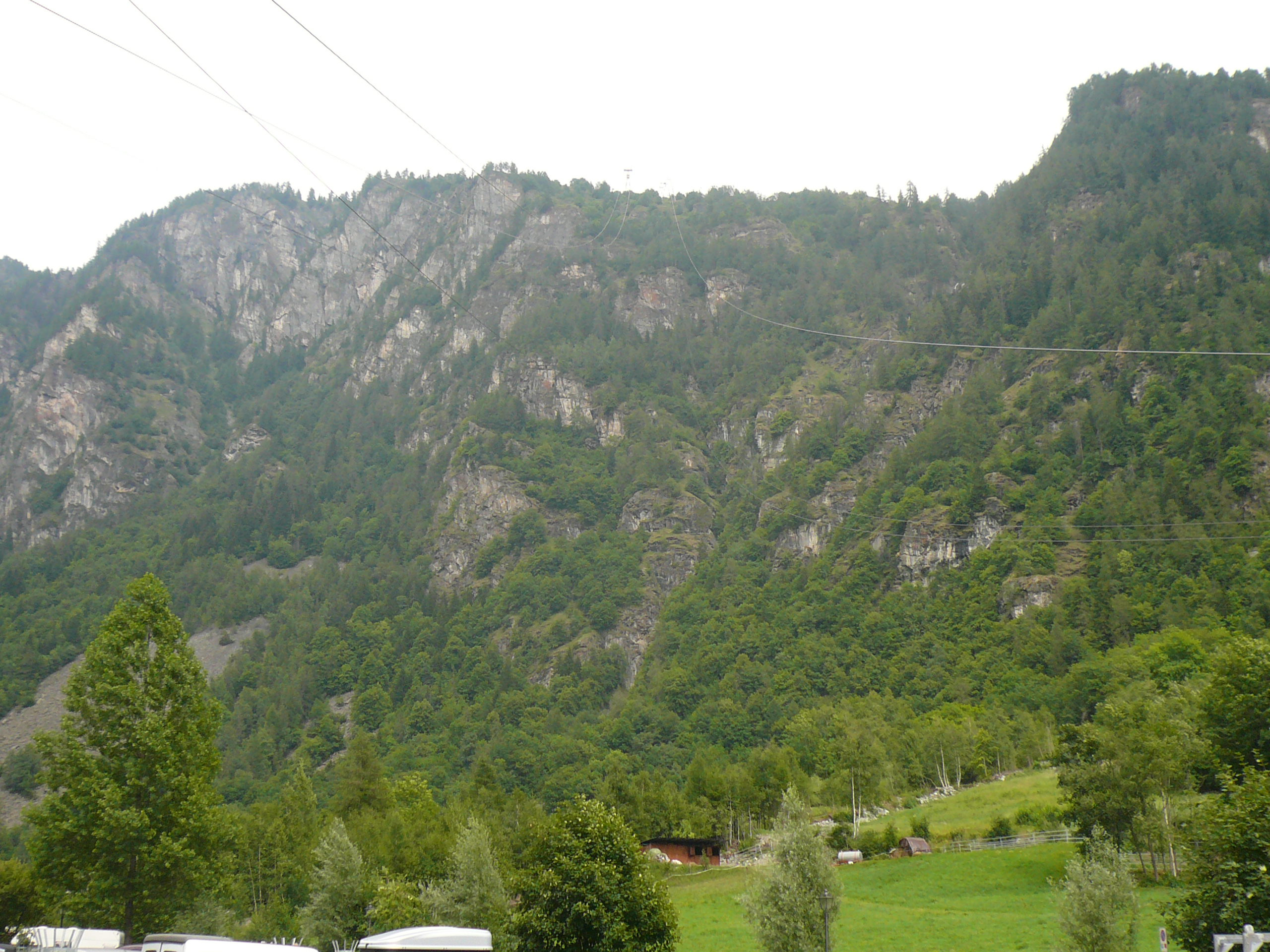
Le plateau de Chamois vu depuis la gare de Buisson
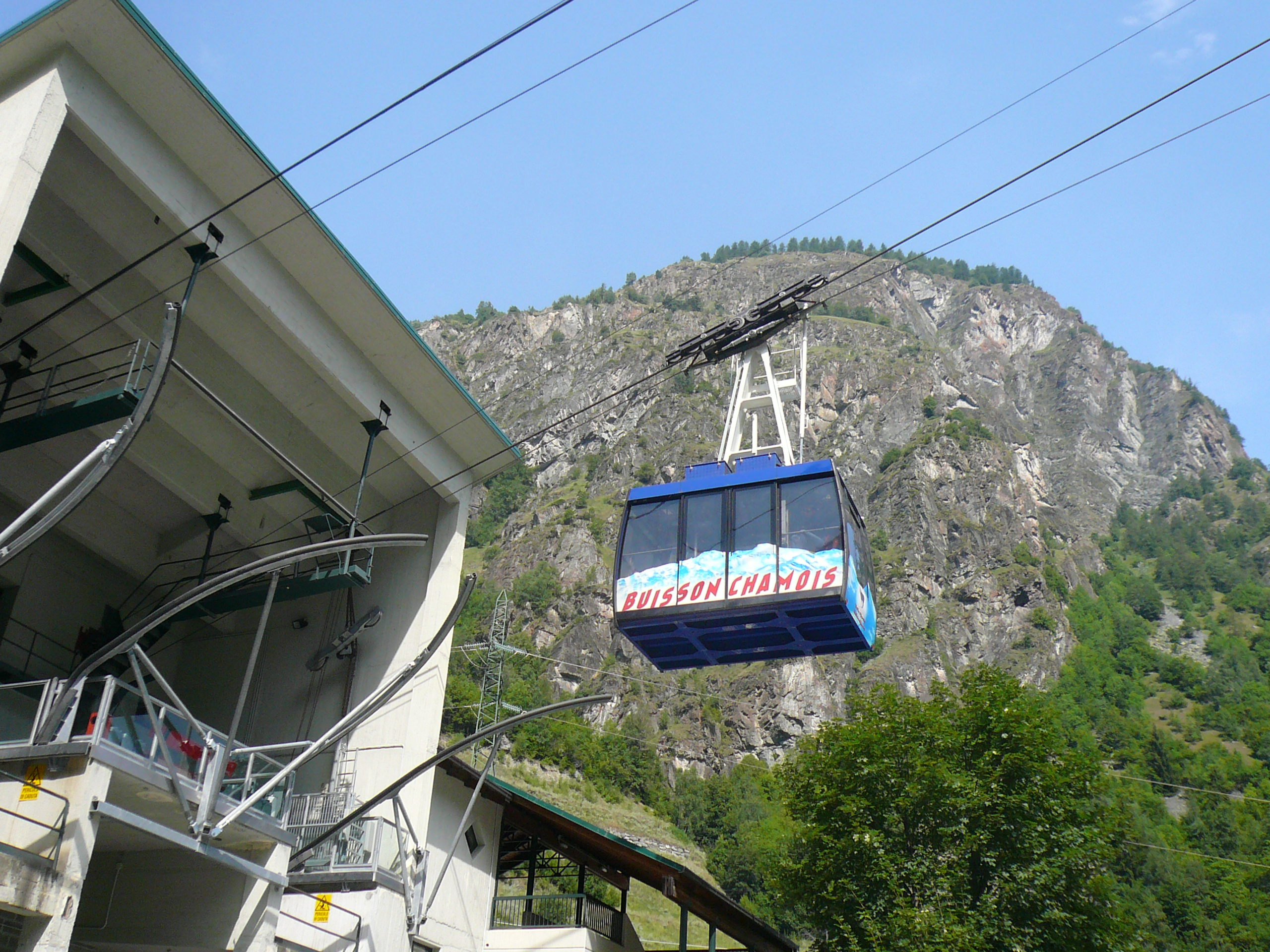
Le téléphérique voyageurs quittant la gare de Buisson
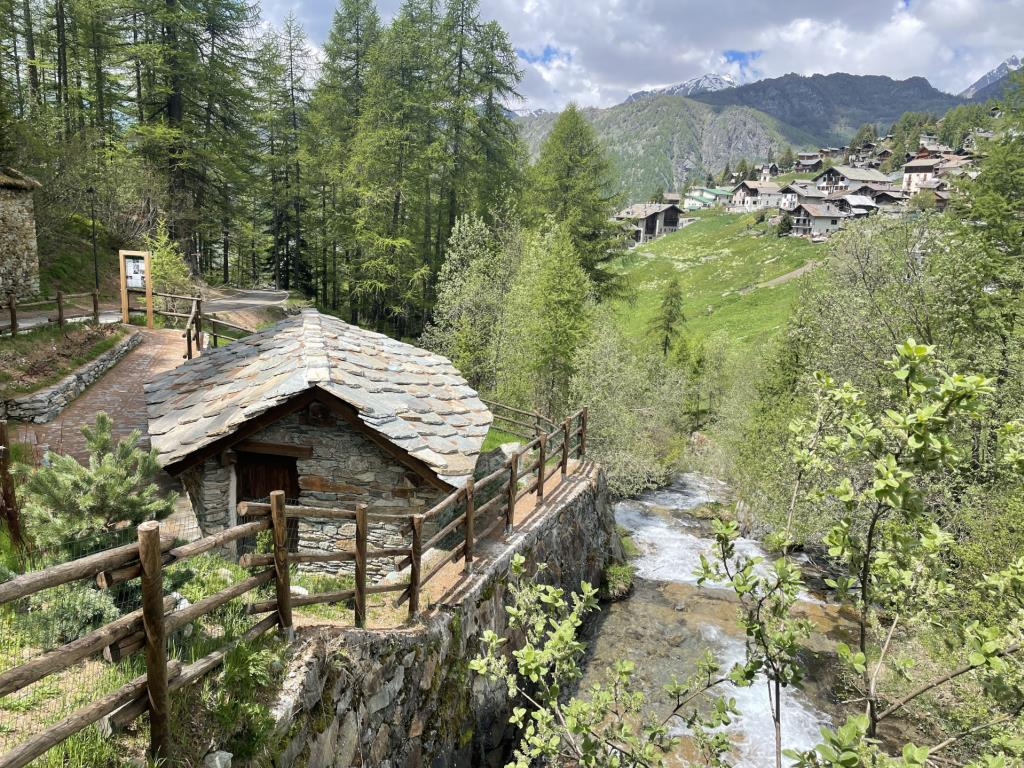
Un moulin
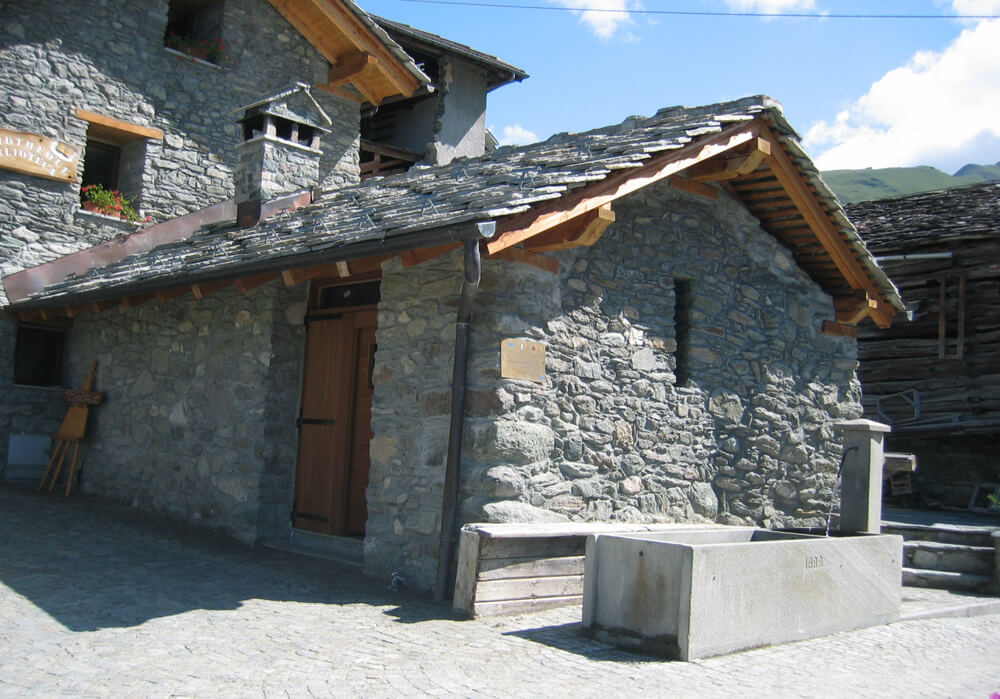
Le four communautaire à Corgnolaz
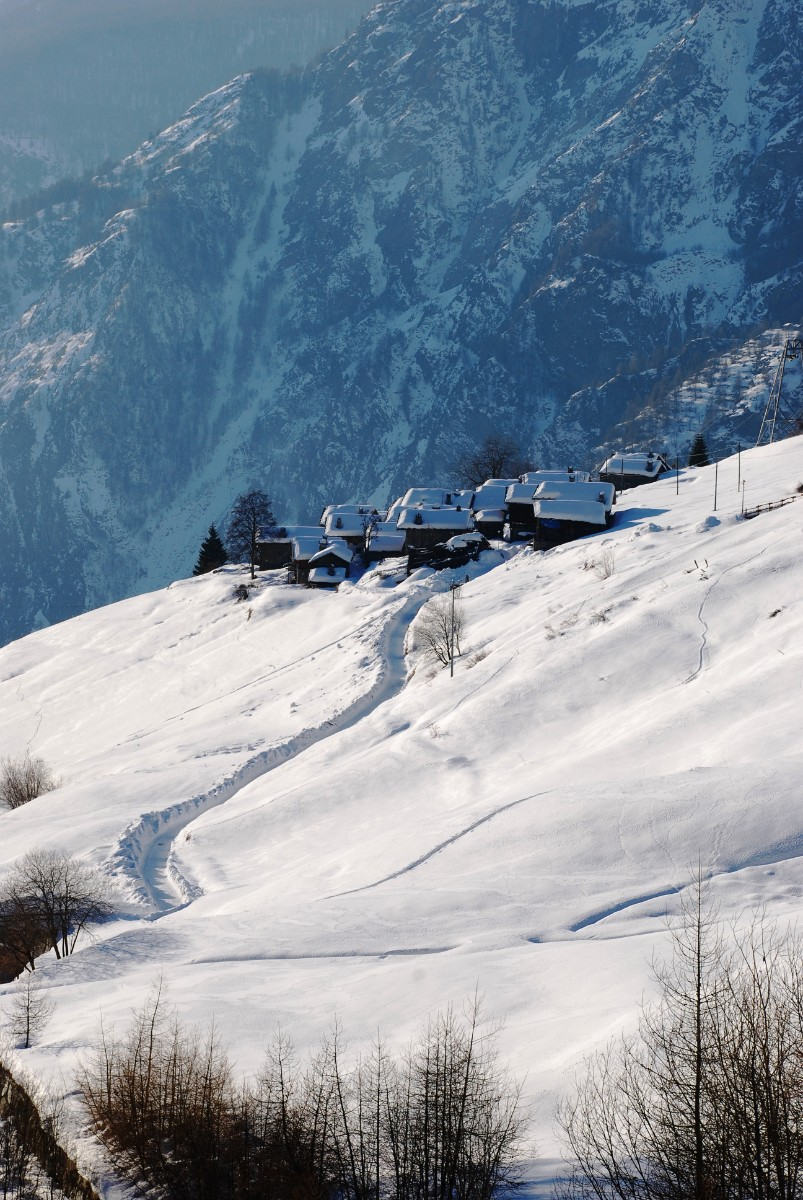
Le hameau de La Ville
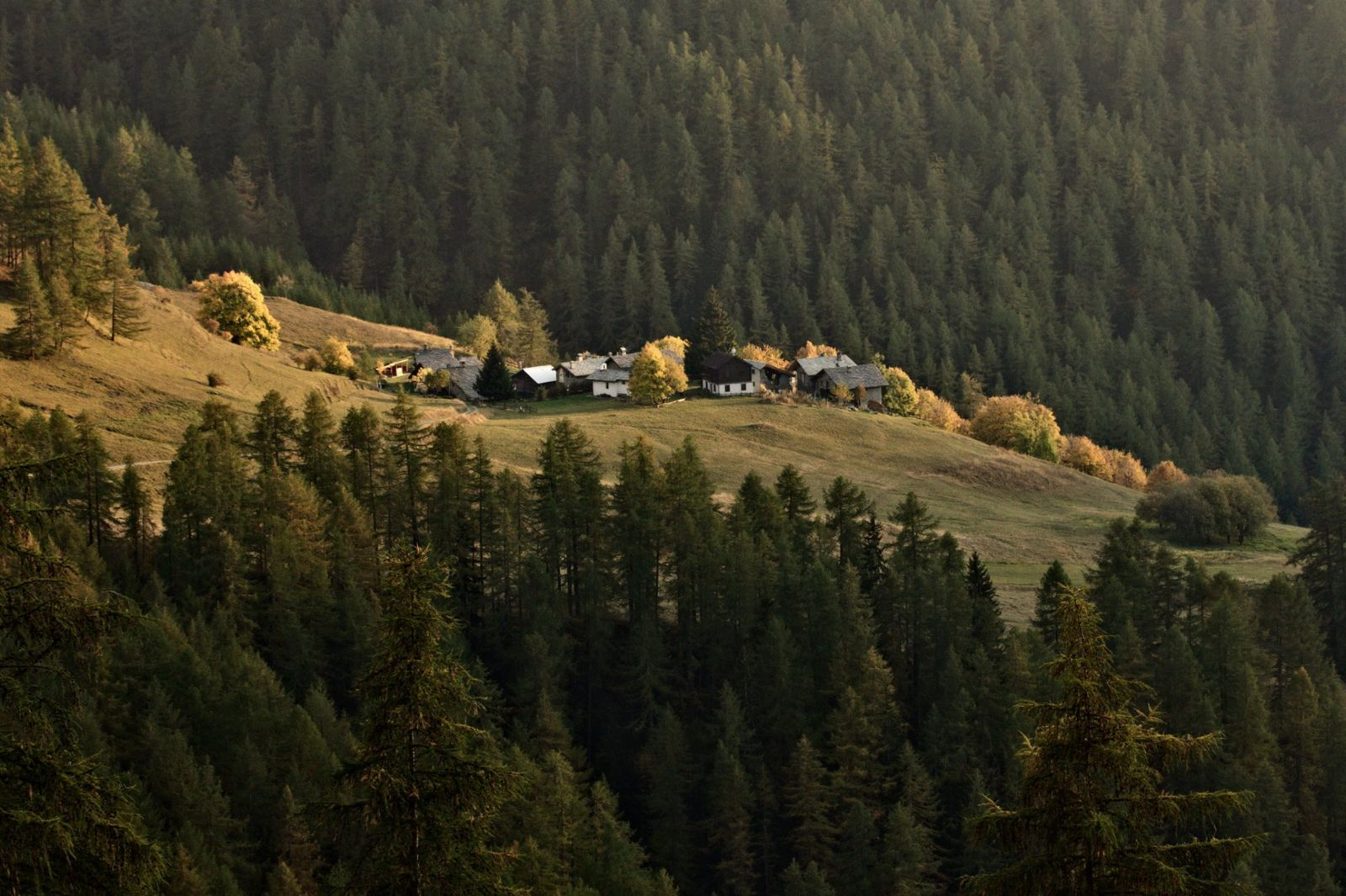
Le hameau Suisse
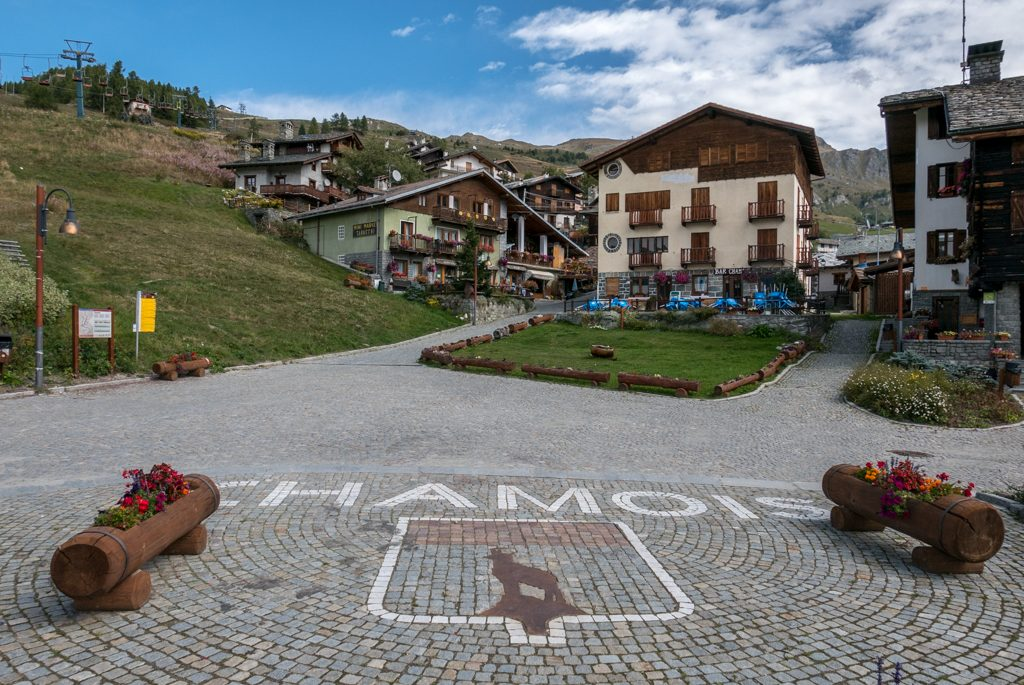
La place du chef-lieu
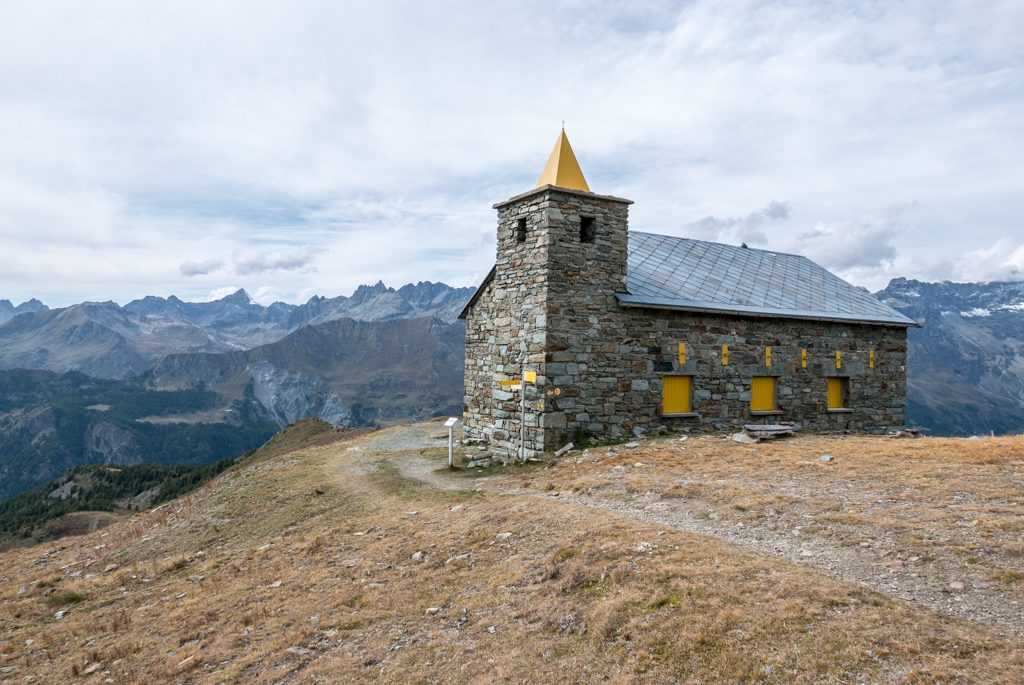
Le sanctuaire Saint-Dominique-Savio, sur le col Clavalité

### Documentaires tournés à Chamois
- 2012 : La Suisse d'Emilio de Joseph Péaquin[3], sur la vie d'Émile Lettry, dernier habitant du hameau Suisse.